# Kozmoděmjansk
Kozmoděmjansk (rusky Козьмодемьянск, marijsky Цикмӓ resp. Чыкма) je město v Marijské republice v Ruské federaci. Nachází se na řece Volze na vysokém pravém břehu Čeboksarské přehradní nádrže ve vzdálenosti 104 km jihozápadně od Joškar-Oly. Má 20 628 obyvatel (2015)
Ve městě se narodil hudební skladatel Andrej Ešpaj.

## Vývoj počtu obyvatel
| Rok  | Obyvatel |
| ---- | -------- |
| 1897 | 5200     |
| 1926 | 7700     |
| 1939 | 10 680   |
| 1959 | 12 625   |
| 1970 | 15 302   |
| 1979 | 18 792   |
| 1989 | 24 746   |
| 2002 | 22 771   |
| 2010 | 21 257   |

Zdroj: sčítání lidu (do roku 1926 zaokrohleno)